# Cal·ligrafia basca
La cal·ligrafia basca'', també anomenada tipografia basca, és un tipus de lletra que s'utilitza al País Basc, i que posseeix un alt grau d'identitat nacional i és part de la simbologia del nacionalisme basc.
La major part de la lletra sovint és dibuixada amb cos fort i poques vegades s'usa en textos llargs, ja que pot dificultar-ne la lectura. S'ha trobat aquest tipus de tipografia tallada en làpides de pedra i en mobiliari de fusta de l'edat mitjana. Va ressorgir en les primeres dècades de segle xx.

## Utilització
Només s'utilitza per fer cal·ligrafia basca, que s'origina a partir d'ella. A més, a causa d'aquest origen de l'escriptura (que neix a partir de l'alfabet llatí), només té majúscules. Sovint es pot veure a les botigues, restaurants, bars i en productes d'origen basc, així com en organismes oficials, com el logotip del Govern Basc o a la façana d'alguns ajuntaments. S'ha utilitzat en senyals de trànsit (com les de l'autopista A-8) i en plaques de carrers.

## Tipus de tipografia
Hi ha diverses tipografies basques disponibles per processadors de text com:
- Karako
- Ostoak
- Sculpture
- Classic
- Emakhor
- Etxeak
- EuskaraOld
- Gernika
- Harri
- Harri Text
- Irouleguia
- Kaxko
- Koldako
- Navarre
- Bilbao[7]